# Batalla de Marj ar-Ràhit (684)
La Batalla de Marj Ràhit (àrab: معركة مرج راهط, Maʿrakat Marj Rāhiṭ) fou un episodi de la segona fitna islàmica que va tenir lloc el juliol de 684 a la plana de Marj Ràhit, a prop de Damasc.
El 684 els notables partidaris dels omeies es van reunir a Damasc i van decidir posar fi a la regència i van cridar al califat a Marwan ibn al-Hàkam, d'una altra branca omeia, que tenia el suport del general Ubayd-Al·lah ibn Ziyad i que havia estat governador de Medina. Ad-Dahhak ibn Qays al-Fihrí es va oposar al nomenament i va passar al servei d'Abd-Al·lah ibn az-Zubayr, que no reconeixia els omeies i havia bastit un califat que dominava en aquell moment la major part del món islàmic. La branca omeia deposada estava emparentada per matrimoni amb la tribu dels qaysites i es va revoltar a Síria contra el nou califa.

## Batalla
Els qaysites, liderats per ad-Dahhak ibn Qays al-Fihrí foren derrotats per Marwan ibn al-Hàkam a Marj-ar-Ràhit, a prop de Damasc el juliol del 684.

## Conseqüències
La victòria va assegurar a Marwan ibn al-Hàkam el control de Síria. Egipte fou dominat per Abd-al-Aziz ibn Marwan, un altre fill de Marwan.
A Mesopotàmia, Zufar ibn al-Hàrith va resistir a Karkisiyya amb el suports dels qaysites fins al 691 i Abd-Al·lah ibn az-Zubayr a la Meca fins al setge del 692.